# دستوا
دستوا شهری تاریخی و پایتخت حکومت الیمائیها است که در ۳ کیلومتری جنوب شرقی شهر شوشتر واقع شده‌است. این اثر در تاریخ ۲۰ تیر ۱۳۴۷ با شمارهٔ ثبت ۴۲۱ با عنوان شهر قدیم دستوا -منطقه ماهی بازان در فهرست آثار ملی ایران به ثبت رسیده‌است. در سال ۱۳۹۷ خبر تصویب راه‌اندازی پایگاه ملی دستوا اعلام شد ولی هیچگاه از سوی وزارت میراث فرهنگی عملی نشد.

## انتخاب دستوا به عنوان پایتخت
مهدی رهبر از معدود باستان شناسانی است که این شهر را کاویده‌است. وی الیمایی‌ها را خراج گذار حکومت مرکزی می‌داند که حق ضرب سکه داشتند و معتقد است الیمایی‌ها تا پیش از سکونت در دستوا، شهر ایذه را به پایتختی خود برگزیده بودند، تا اینکه در جنگی میان سلوکیان و اشکانیان، سلوکی‌ها شکست خوردند و اشکانیان بر قدرت تکیه زدند تا مهرداد اشکانی تمام ایران را فتح کند و حکومت الیمایی‌ها به دست اشکانیان بیفتد. در این زمان شاهزادگان اشکانی بر حکومت الیمائی تکیه زدند و به جای ایذه، پایتخت اولیه الیمائی‌ها، در اوایل قرن میلادی راه دستوا در جنوب شوشتر را پیش گرفتند و به جای قدرت‌های محلی خوزستان نشستند؛ یعنی جایی که در دوران اسلامی دستوا خوانده می‌شود. هیچ‌کس نمی‌داند این شهر بزرگ که وسعتی ۲ در ۳ کیلومتر داشت، پیش از اسلام به چه نامی خوانده می‌شده‌است. این شهر در دوران ساسانی نیز وسعت پیدا می‌کند و حتی تا قرن سوم و چهارم هجری نیز به زندگی خود ادامه می‌دهد.

## خط، سکه و هنر در دستوا
الیمایی‌ها ابتدا روی سکه را به خط یونانی می‌نوشتند، اما بعدها از خط آرامی برای نگارش استفاده می‌کردند. از آنها سکه‌هایی از مس به جای مانده که تصویر پادشاه روی یک طرف آن نقش شده و روی دیگر آن، نقش یک الهه دیده می‌شود. مهدی رهبر می‌گوید: «معمولاً تصویر نیم تنه پادشاه به همراه تصویر یک سه شاخه و تصویر ماه و ستاره روی سکه، نقش می‌شد.» او اعتقاد دارد که مردم شهر دستوا تحت تأثیر بسیار زیاد هنر یونانی بوده‌اند و آثار خود را به تقلید این هنر آفریده‌اند. وی حتی پیشتر در نزدیکی ایوان کرخه، در یکی از آرامگاه‌ها تعدادی نگین انگشتر با نقش خدایان یونان یافته بود. رهبر می‌افزاید که آرامگاه‌های کشف شده در این شهر دارای چنان اشرافیتی است که در هیچ جای ایران دیده نشده‌است.

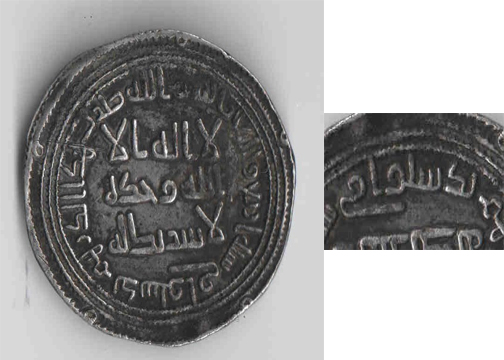
سکه ضرب شده در شهر دستوا در دوران اسلامی

## وسعت حکومت
الیمایی‌ها را جانشینان ایلامی‌ها می‌دانند که وسعت حکومتشان از یک سو به شمال ایذه و از سوی دیگر به ساحل خلیج فارس می‌رسد. مرز سوم این حکومت نیز تا نزدیکی‌های اصفهان گستره می‌شده‌است.

## کشف شهر دستوا
داستان شهر باستانی دستوا از روزی آغاز شد که تراکتور یکی از کشاورزان به نام مرحوم حاج حسن شلیبی، هنگام کشت و زرع در جنوب شوشتر در دل زمین فرورفت و به شهری خفته در دل خاک برخورد. پس از انتشار خبر، تیمی از باستان شناسان به سرپرستی مهدی رهبر کاوشها را آغاز کرد و منجر به کشف پنج آرامگاه الیمائی شد. آرامگاه‌ها به طرز بسیار زیبایی ساخته شده بودند.

## تهدیدها
با وجود تصویب راه‌اندازی پایگاه ملی دستوا در سال ۱۳۹۷ با گستره عسکر مکرم (شهر تاریخی لشکر) تا گلالک توسط شورای پایگاه‌های سازمان میراث فرهنگی کشور، این امر هیچگاه عملی نشد و وزارت میراث فرهنگی کار حفاظت این شهر تاریخی را بر عهده نگرفته و منطقه تاریخی دستوا را به حال خود رها کرده‌است.
به گفته مهدی رهبر سرپرست گروه کاوشهای باستانشناسی این منطقه، تپه‌ها را در این محوطه تاریخی تسطیح کرده و خاک ریخته‌اند، ساختمان‌سازی شده و طویله و خیلی چیزهای دیگر ساخته‌اند. منطقه‌ای که می‌توانست اطلاعات بسیار زیادی از آن دوران در اختیار باستان شناسان قرار بدهد.
وی ادامه می‌دهد آرامگاه زیرزمینی نسبتاً سالم پادشاهان که کشف کرده بودیم و می‌شد با اندکی تغییر آن را به جاذبه‌ای توریستی و مطالعاتی تبدیل کرد توسط قاچاقچیان حفاری شده و تمام سکوهای آن از بین رفته‌اند. همچنین به دلیل کمبود اعتبارات میراث فرهنگی کار کاوش این منطقه مهم باستانی نیمه تمام مانده‌است.

### تخریب شهر تاریخی دستوا برای ویلاسازی
یک ویلاساز بدون اخذ مجوز از اداره‌های کل میراث‌فرهنگی و جهادکشاورزی خوزستان، اقدام به تعرض و ساخت‌وساز در عرصه و حریم شهر باستانی دستوا کرده و آن را به بیش از هفتاد قطعه زمین تبدیل کرده و دور آن را هم فنس کشیده‌است. طی این اقدامات، هیچ اداره یا سازمانی مانع او نشده‌است. این تجاوزات تا نزدیکی نهر رقت، یکی از شاخه‌های اثر ثبت جهانی نهر داریون از آثار دوره هخامنشیان امتداد دارد.